# Keith Allen
Keith Philip George Allen, född 2 juni 1953 i Gorseinon, är en brittisk (walesisk) komiker och skådespelare. Allen är sambo med skådespelerskan Tamzin Malleson och far till popsångerskan Lily Allen samt skådespelaren Alfie Allen.

## Filmografi
- 1981 - Wolcott (TV-serie) - Heckler
- 1982 - Crystal Gazing - Monologist
- 1982 - Walter (TV-film) - Mike i lagerrummet
- 1982 - The Young Ones (TV-serie) - Pesten
- 1983 - Loose Connections - Keith
- 1983 - The Nightwatchman (TV-film) - Gerry Arkwright
- 1983-1993 - The Comic Strip Presents - Olika roller
- 1985 - The Supergrass - Wong
- 1986 - Comrades - James Hammett
- 1988 - A Very British Coup (TV-serie) - Thompson
- 1989 - The Angry Earth - Fotografen
- 1989 - Scandal - Kevin, reporter på Sunday Pictorial
- 1989 - Nineteen 96 - Alan Horsfall
- 1989 - Closed Circuit
- 1989-1990 - Making Out - Rex
- 1990 - Keith Allen Live - Olika roller
- 1990 - Dream Trap - Extra
- 1990 - Chicago Joe and the Showgirl - Lenny Bexley
- 1990 - Shooting Stars
- 1990 - Jackson Pace: The Great Years - Jackson Pace
- 1991 - Kafka - Assistent Ludwig
- 1992 - Rebecca's Daughters - Davy
- 1992 - Kom igen Columbus - Pepi förgiftaren
- 1992 - Between The Lines (TV-serie) - Jim Ryman
- 1993 - Inspector Morse (TV-serie) - John Peter Barrie
- 1993 - The Young Americans - Jack Doyle
- 1994 - Beyond Bedlam - Marc Gilmour
- 1994 - Shallow Grave - Hugo
- 1994 - Faith (TV-serie) - Jeff Wagland
- 1994 - Captives - Lenny
- 1994 - Second Best - John
- 1994 – Martin Chuzzlewit (TV-serie) - Jonas Chuzzlewit
- 1994 - Entertainment Cops (TV-film) - Martin Plantpot
- 1995 - Drunk and Disorderly - Larry "Ringside" Lewis
- 1995 - Glam Metal Detectives (TV-serie) - Första tränaren
- 1995 - Blue Juice - Mike
- 1995 - Class Act (TV-serie) - Quentin
- 1996 - The Bite (TV-serie) - Shelley
- 1996 - Loch Ness - Gordon Shoals
- 1996 - Hanging Around
- 1996 - Transpotting - Förhandlaren
- 1996 - Dangerfield (TV-serie) - Fullmäktigeledamot Hartley
- 1996 - Sharman (TV-serie) - Brady
- 1997 - Twin Town - Emrys
- 1997 - Born To Run (TV-serie) - Byron Flitch
- 1997 - Preaching to the Perverted - Mjölkbudet
- 1998 - The Life and Crimes of William Palmer (TV-film) - Dr. William Palmer
- 1998 - The Young Person's Guide to Becoming a Rock Star (TV-serie) - Slick Sloan
- 1998-2003 - Roger Roger (TV-serie) - Dexter
- 1998 - You Are Here (TV-film) - Ken
- 1999 - Jack Of Hearts (TV-serie) - Jack Denby
- 1999 - Spaced (TV-serie)
- 1999 - Mauvaise passe - Jessicas make
- 2000 - Rancid Aluminium - Dr. Jones
- 2000 - Bob Martin (TV-serie) - Vinnie
- 2000 - The Best Of Blur - Mannen (musikvideo "Country House")
- 2001 - Breath - röst till Vagitus Aspiration
- 2001 - Is Harry On The Boat (TV-film) - Nick
- 2001 - Adrian Mole: The Cappuccino Years (TV-serie) - Peter Savage
- 2001 - Murder In Mind (TV-serie) - James Napeworth
- 2001 - The Others - Mr. Marlish
- 2001 - Ma femme est une actrice - David, filmregissören
- 2002 - 24 Hour Party People - Roger Ames
- 2002 - Bear's Kiss - Lou
- 2003 - The Early Days - Pappan
- 2003 - Loving You (TV-film) - Adam
- 2003 - Home (TV-film) - Mannen
- 2004 - Agent Cody Banks 2 - Victor Diaz
- 2004 - Black Books (TV-film) - Dave "Mouse Ear" Smith
- 2004 - Ils se marièrent et eurent beaucoup d'enfants - L'homme de la piscine
- 2004 - De-Lovely - Irving Berlin
- 2004-2006 - Bodies (TV-serie) - Mr. Tony Whitman
- 2005 - Twisted Tales - G.R.
- 2005 - Gamla snutar, nya spår - Roger McHugh
- 2006 - Miss Marple (TV-serie) - Polisinspektör Graves
- 2006 - Hotel Babylon - Mr. Irwin
- 2006 - Manchester Passion - Presentatör och Pontius Pilate
- 2006 - Viva Blackpool - Steven "Steve" Pollard
- 2006-2009 - Robin Hood (TV-serie) - Sheriffen av Nottingham
- 2007 - The Good Night - Norman
- 2007 - Mobile (TV-serie) - Sir James Carson
- 2008 - A Film With Me In It - Jack
- 2010 - Come On Eileen - Martin
- 2011 - The Calculus of Love - Professor Bowers
- 2012 - Vinyl - Minto